# 변태의 계절
"변태의 계절"은 한국에서 제작된 백승 감독의 1989년 영화이다. 김윤희 등이 주연으로 출연하였다.

## 출연

### 주연
- 김윤희
- 김상욱

## 기타
- 조명: 김석진
- 녹음: 유창국